# Julia Deck
Julia Deck (Parijs, 1974) is een Franse schrijver.

## Biografie
Julia Deck is de dochter van een Franse beeldend kunstenaar. Haar Britse moeder is leraar en vertaler. Ze volgde middelbaar onderwijs aan het Lycée Henri-IV in haar geboortestad Parijs. Daarna studeerde ze literatuur aan de Sorbonne. In 1991 voltooide ze haar studie met een afstudeerscriptie over de roman La princesse de Clèves van Madame de La Fayette, oorspronkelijk anoniem gepubliceerd in 1678.
In 1998 ging Deck een jaar naar New York, waar zij als freelancer werkte voor verschillende uitgeverijen. Terug in Frankrijk werd zij medewerker communicatie en public relations bij enkele grote industriële ondernemingen zoals Gaz de France, Nestlé en Total.
In 2005 zegde ze haar baan op. Ze wilde zich toeleggen op het schrijven en om hier meer tijd aan te kunnen besteden ging ze als freelance redactiesecretaresse werken voor verschillende dagbladen en tijdschriften. Daarna doceerde zij redactietechnieken aan studenten van een school voor journalistiek. Schrijven werd haar belangrijkste activiteit.

## Schrijverschap
In 2011 stuurde ze haar eerste manuscript naar Les Éditions de Minuit, de uitgever van bekende schrijvers als Jean-Philippe Toussaint en Jean Echenoz, schrijvers die door Deck als voorbeeld werden gezien. Minuit liet haar het manuscript van Viviane Élisabeth Fauville nogmaals bewerken en inkorten. Het boek werd in Frankrijk goed ontvangen en er verschenen vertalingen in het Engels, Duits, Spaans en Nederlands.
Viviane Élisabeth Fauville is een roman over een vrouw van 42 jaar die een moeilijke periode doormaakt. Ze heeft een baby van 12 weken oud en is met zwangerschapsverlof. Daarnaast is ze net gescheiden én verhuisd. Op een avond vermoordt ze naar het schijnt haar psychoanalyticus door een mes in zijn buik te steken. Onduidelijk is of ze dit ook echt doet, de vrouw is labiel en vertelt verschillende versies van de gebeurtenissen.
Deck gebruikt de elementen van een detective om een roman te schrijven over een ontredderde hoofdpersoon.
In 2019 verscheen de roman Propriété privée (Een huis dat van ons is). Na een maandenlange voorbereiding verhuist een echtpaar van middelbare leeftijd van een appartement in Parijs naar een kleine milieuvriendelijke ecowijk aan de rand van de stad. Problemen met de buren verzieken al spoedig hun dromen.

## Werken

#### Romans
- 2012 Viviane Élisabeth Fauville. Nederlandse vertaling: Viviane Élisabeth Fauville. Vertaald door Lidewij van den Berg en Katrien Vandenberghe. Uitgeverij Vleugels, Bleiswijk, 2016. ISBN 9789078627227
- 2014 Le Triangle d’hiver
- 2017 Sigma
- 2019 Propriété privée. Nederlandse vertaling: Een huis dat van ons is. Vertaald door Katrien Vandenberghe. Uitgeverij Vleugels, Bleiswijk, 2020. ISBN 978 94 93186 00 2
- 2022 Monument national. Nederlandse vertaling: Nationaal monument. Vertaald door Nathalie Tabury. Uitgeverij Vleugels, Bleiswijk, 2022. ISBN 978 94 93186 75 0

#### Overige werken
- 2016 Le procès Péchiney (in de bundel En Procès)